# Normansko osvajanje Engleske
Normansko osvajanje Engleske je osvajanje engleskog kraljevstva, koje je izveo Vilim Osvajač 1066. poslije bitke kod Hastingsa. Normani su se iskrcali na otok Veliku Britaniju 1066. godine. To je bilo 28. rujna 1066. godine kad se je iskrcao Vilim, vojvoda Normandije. Uskoro je Vilim postao poznat kao Vilim Osvajač nakon što je pobijedio u bitci kod Hastingsa 14. listopada 1066. godine kad je pobijedio engleskog kralja Harolda Godwinsona. Tapiserija iz Bayeuxa prikazuje bitku kod Hastingsa i događaje koji su doveli do nje. Haroldova vojska se bila teško osula nakon engleske pobjede u bitci kod Stamford Bridgea u sjevernoj Engleskoj 25. rujna 1066. nad norveškim kraljem Haraldom Surovim. Do početka 1071. godine, Vilim je osigurao nadzor nad većim dijelom Engleske, iako su se pobune i otpor nastavili sve do oko 1088. godine.

## Povijest
Godine 851. normanski su se ratnici prvi put naselili u Engleskoj. Sven I. Tveskæg, danski kralj, pokorio je 1013. velik dio Engleske, a njegov sin Knut I. Veliki, kao kralj Danske, Norveške i Engleske (1016. – 1035.), bio je osnivač velike normanske države. U pokorenoj Engleskoj vladao je umjereno.
Kada su za njegovih nasljednika izbile borbe za nasljedstvo, Anglosasi su uspjeli ustoličiti Edvarda III. Ispovjednika (1042. – 1066.). Vilim II. Kopile, normandijski vojvoda od 1035. bio je izvanbračni sin normandijskoga vojvode Roberta I., koji ga je odredio za nasljednika. U Normandiji uspio nametnuti već 1047., kada je ondje ugušio bunu, a 1066. učvrstio je svoju vlast u Flandriji. Normandija je postala je vodećom vojnom silom u Francuskom Kraljevstvu.
Kao bratić umrloga kralja Edvarda III. Ispovjednika, Vilim iskrcavši se u južnoj Engleskoj, pobijedio je 1066. Anglosase pod kraljem Haroldom II. u bitki kraj Hastingsa i zavladao Engleskom (tzv. Normansko osvajanje Engleske).
Okrunivši se za kralja, Vilim je dobio nadimak – Osvajač (William the Conqueror, Guillaume le Conquérant). Do 1072. Normani su pokorili cijelu zemlju. Vilimova vladavina, za vrijeme koje je otpočelo prenošenje romanizirane normanske kulture u Englesku, imala je golem utjecaj na razvoj zemlje u srednjem vijeku. Romanizirani Normani počeli su se stapati s pokorenim Anglosasima u engleski narod. Za njegove je vladavine kao službeni jezik bio uveden francuski, koji je sačuvao taj status do druge polovice XIV. stoljeća. Bezobzirnim mjerama slomio je otpor vazala (seljake je većinom pretvorio u kmetove) i uveo europski kontinentalni feudalni sustav u Englesku. Godine 1085. uveo je promjene i u zakonodavstvu te imovinski katastar (Domesday Book), tradicionalne shires (autonomne administrativne regije) izravnije je podvrgnuo središnjim vlastima, crkvenu hijerarhiju povezao s državom te donio i program gradnje i utvrđivanja u Engleskoj.
Nakon smrti Vilima I. Osvajača (1087.) anglonormanski posjedi podijeljeni su između njegova dva starija sina. Vilim II. Crveni (William Rufus ili William the Red), mlađi sin Vilimov, bio je engleski kralj od 1087. Godine 1088. ugušio je pobunu normanskih grofova koji su željeli na prijestolje dovesti njegova starijeg brata Roberta II. Godine 1091. natjerao je škotskoga kralja Malcolma III. da prizna njegovo vrhovništvo, a 1097. podvrgnuo i velške vladare. Od 1089. do 1096. ratovao protiv brata Roberta i nametnuo mu svoju prevlast. Od 1096. iskoristio je Robertov odlazak u križarski rat, zaposjeo Normandiju i vladao njome kao vojvoda Vilim III. Stradao u lovu kraj Brockenhursta 1100.
Robert II. Kratke hlače (Robert II de Normandie, Robert Courteheuse), stariji sin Vilimov, bio je normandijski vojvoda od 1087. Vodio je dugogodišnje ratove s bratom Vilimom II. Crvenim. Godine 1096. sudjelovao je u I. križarskom ratu i istaknuo se kao jedan od najsposobnijih vojnih zapovjednika. Po povratku u domovinu, suočen je s vladarskim ambicijama najmlađeg brata Henrika I. Beauclerca, nasljednika Vilima II. Zarobljen u bitki kraj Tinchebraya (1106.) u pokušaju da Henriku I. preotme prijestolje u Engleskoj. Svrgnut je i zatočen u Cardiffu do smrti 1134.
Henrik I. Dobri Učenjak (Henrik I. Beauclerc), najmlađi sin Vilimov, postao je engleski kralj 1100. Sukobljavao se s bratom Robertom, normanskim vojvodom, kojemu je 1106. preoteo vlast u Normandiji. Time su ponovno ujedinjeni angloromanski posjedi. Oženio se škotskom princezom Matildom, koja je potjecala iz roda anglosaskih kraljeva, čime je učvrstio svoj položaj u Engleskoj. Poticao je učinkovitost državne uprave i ograničio zloporabe koje su počinjene u ime kraljevske vlasti. Popularnost među Anglosasima stekao je i time što im je izdao povelju o slobodama (Charta libertatum), podlogu kasnije povelje Magna Charta.
Nakon njegove smrti (1135.) za prijestolje su se borili njegova kći Matilda, udana za grofa Gotfrida od Anjoua, i kralj Stjepan od Bloisa. Matilda (Maud) je bila kći engleskoga kralja Henrika I. Godine 1114. udala se za njemačko-rimskog cara Henrika V. Kako nisu imali djece, nakon muževe smrti (1125.) vratila se u Englesku. Na zahtjev svojega oca, koji nije imao muškoga nasljednika, udala se za Gotfrida (Geoffrey) V. od Anjoua (pod nadimkom Plantagenêt). Nakon očeve smrti (1135.) pravo na englesku krunu osporio joj je Stjepan od Bloisa pa se ona povukla na jug zemlje. Premda je vojnim pohodom 1141. gotovo uspjela preuzeti kraljevsko prijestolje, lošim postupcima izazvala je neprijateljstvo građana Londona pa je bila prisiljena napustiti zemlju. Godine 1148. povukla se u Normandiju, gdje je provela ostatak života do smrti, 1167. Prijepor je konačno bio riješen 1154. dolaskom na vlast Matildina sina iz braka s Godfridom, Henrika II., koji je zavladao golemim posjedom od Akvitanije do Škotske (tzv. Anžuvinsko ilii Plantagenetsko carstvo). No sve veće suprotnosti između engleskog i francuskog dvora dovele su uskoro do raspada te države i ponovnoga sjedinjenja Normandije s Francuskim Kraljevstvom (1204.).

## Poveznice
- Engleska#Povijest
- Anglosasi, Normani
- Vojvodstvo Normandija
- Dinastija Anjou-Plantagenet